# Bockiella angusta
Bockiella angusta är en mossdjursart. Bockiella angusta ingår i släktet Bockiella och familjen Flustrellidridae. Inga underarter finns listade i Catalogue of Life.